# Tadeusz Drążkowski
Tadeusz Drążkowski (ur. 7 sierpnia 1932 w Szlachcie, zm. 2 sierpnia 2000) – polski kolarz szosowy i torowy, mistrz Polski w wyścigu indywidualnym ze startu wspólnego (1954).

## Życiorys
Pierwotnie nosił nazwisko „Scheft”. Jego ojciec przyjął w czasie II wojny światowej obywatelstwo niemieckie, po wojnie zamieszkał w Niemczech. On sam zamieszkał z matką i rodzeństwem - w czasie wojny w Legionowie, od 1945 w Wołominie, od 1946 w Bezrzeczu. W 1950 rozpoczął starty jako zawodnik LZS Bezrzecze, następnie Gwardii Szczecin. W 1951 zajął 3. miejsce w szosowych mistrzostwach Szczecina oraz 2. miejsce w szosowych mistrzostwach województwa szczecińskiego oraz wywalczył brązowy medal górskich mistrzostw Polski. Na koniec sezonu 1951 wygrał wyścig uliczny o Puchar Przechodni Sekcji Kolarstwa WKKF w Szczecinie oraz szosowe mistrzostwo Warszawy.
Wiosną 1952 wygrał wstępne eliminacje reprezentacji Polski przed Wyścigiem Pokoju, ale ostatecznie został tylko zawodnikiem rezerwowym na tę imprezę.  W maju 1952 zwyciężył w szosowym mistrzostwach Szczecina. W trakcie sezonu został zawodnikiem CWKS Warszawa. W barwach warszawskiego klubu został w 1952 wicemistrzem Polski w indywidualnym wyścigu torowym na dochodzenie. W tym samym roku startował w Wyścigu dookoła Polski. Po wygranej na II etapie został liderem wyścigu, utrzymał tę pozycję także po III etapie, stracił na IV etapie, ponownie odzyskał po piątym etapie, ale na szóstym etapie wycofał się z powodu choroby. W sezonie 1952 zajął ponadto 2. miejsce w Wyścigu „Dziennika Łódzkiego” i 3. miejsce w Wyścigu dookoła Warmii i Mazur.
W kwietniu 1953 zwyciężył w Wyścigu o Puchar WKKF w Szczecinie i Wyścigu o Puchar Przewodniczącego GWKS. Następnie zdobył brązowy medal górskich mistrzostw Polski, w klasyfikacji końcowej Wyścigu dookoła Polski zajął 9. miejsce (wygrał jeden z etapów), wreszcie z CWKS wywalczył złoty medal mistrzostw Polski w szosowym wyścigu drużynowym na 100 kilometrów. Na koniec sezonu 1953 został przez Sekcję Kolarstwa GKKF sklasyfikowany na 7. miejscu w Polsce.
W 1954 zajął 2. miejsce w Wyścigu dookoła Warmii i Mazur, zdobył także mistrzostwo Polski w szosowym wyścigu indywidualnym i szosowym wyścigu drużynowym na 100 km (w ramach II Centralnej Spartakiady). W 1955 powrócił do Szczecina, został instruktorem w Zrzeszeniu Sportowym Start, następnie pracował w Klubie Sportowym Chrobry Szczecin.. W sierpniu 1957 wyjechał do Republiki Federalnej Niemiec, ale powrócił do Polski w 1959.